# Mietkauf
Der Mietkauf ist eine Mischung aus Kauf- und Mietvertrag, bei welchem dem Mietkäufer das Recht eingeräumt wurde, die gemietete Sache käuflich zu erwerben.

## Rechtslage

### Deutschland
Nach deutschem Recht handelt es sich beim Mietkauf um einen Typenmischvertrag: Hinsichtlich der mietvertraglichen Komponente findet das Mietrecht und hinsichtlich der kaufvertraglichen Komponente des Kaufrecht Anwendung.

#### Allgemeines
In der Regel erfolgt der spätere Kauf unter vollständiger oder teilweiser Anrechnung der bis dahin gezahlten Mieten. Allerdings sind hier von Fall zu Fall die Konditionen sehr unterschiedlich. Häufig wird gar kein Optionsrecht vereinbart, sondern von Anfang an der Eigentumsübergang mit Zahlung der Schlussrate vereinbart, ohne dass es einer Ausübungserklärung bedarf. Eine besondere Form ist der Kauf einer Immobilie auf Rentenbasis (siehe Leibrente).

#### Abgrenzung zum Leasing
Auch beim Leasing wird dem Vertragspartner der Gebrauch einer Sache entgeltlich überlassen. Der Unterschied zum Mietkauf besteht darin, dass bei letzterem die Gebrauchsüberlassung nicht das eigentliche Ziel des Vertrages ist. Vielmehr steht bereits von Anfang an der spätere Eigentumserwerb im Vordergrund. Zwar wird häufig auch bei Leasing eine Kaufoption vereinbart, doch in der Regel versucht der Leasinggeber seinen Erlös durch die Leasingraten zu erzielen; die Kaufoption ist insofern lediglich eine zusätzliche Möglichkeit der Restwertkompensation. Daher ist vom Mietkauf insbesondere dann auszugehen, wenn besondere Anreize für die Ausübung der Kaufoption bestehen, etwa durch einen günstigen Optionspreis.
Praktisch bedeutsam wird dieser Unterschied insbesondere im Steuer- und Bilanzrecht. So ist bei Leasing der Leasinggeber selbst der wirtschaftliche Eigentümer. Beim Mietkauf hingegen hat der Mietkäufer beim Vertragsschluss sein Erwerbsinteresse zum Ausdruck gebracht und hat es somit in seinem Anlagevermögen zu aktivieren.
Im Fall der Insolvenz des Verkäufers hängt die Behandlung davon ab, ob ein Eigentumsvorbehalt vereinbart wurde. Nach § 107 der Insolvenzordnung (InsO) kann der Vorbehaltskäufer die Erfüllung des Vertrages auch im Fall der Insolvenz verlangen. Dafür ist jedoch erforderlich, dass der Eigentumsübergang bei Übergabe des Mietkaufgegenstandes bereits feststeht.

#### Verbraucherschutz
Verbraucherschützer warnen in einigen Fällen seit Jahren vor überhöhten Kosten und hohen Risiken beim Mietkauf.
Mietkauf wird seit einigen Jahren öfter für betrügerische Schneeballsysteme im Kfz-Handel eingesetzt. Käufern werden Fahrzeuge mit ungewöhnlichen Nachlässen von über 30 % eingeräumt, wenn sie dafür eine hohe Vorauszahlung leisten. Durch den Mietkauf hat der Verkäufer einen geeigneten Vorwand, den Fahrzeugbrief zunächst nicht vorlegen oder herausgeben zu müssen, so dass sich der Käufer für einige Zeit in Sicherheit wähnt.
Auch im Immobilienbereich treten Anbieter dubioser und riskanter Mietkauf-Modelle auf. Ein aufsehenerregender Fall war die Insolvenz der Geno Wohnbaugenossenschaft im Jahr 2018. Das Unternehmen war nach eigenen Angaben der größte Anbieter von Mietkaufgeschäften in Deutschland. Rund 10.000 Anleger waren betroffen, wobei ein Gesamtschaden von bis zu 30 Mio. € im Raum stand. Mehrere ehemalige Vorstände standen wegen des Vorwurfs und der Insolvenzverschleppung vor Gericht. Laut dem Handelsblatt wird das Geschäftsmodell von einigen Branchenexperten als Schneeballsystem eingeordnet.

### Österreich
Anders als in Deutschland handelt es sich beim österreichischen gesetzlichen Mietkaufmodell nur um eine Option auf schließlichen Kauf. Das normale, während aufrechter Miete eingehobene Entgelt wird beim allfälligen Kauf nicht auf den Kaufpreis angerechnet, und der Kaufpreis braucht vom Vermieter bei Vertragsabschluss nicht genannt zu werden. Der Mieter kann daher den letztlich zu zahlenden Betrag kaum vorhersehen, denn dieser wird auf Grund eines Sachverständigengutachtens nach Verkehrswert oder Herstellungskosten unter Berücksichtigung von Abschreibung und Wertsicherung ermittelt.